# Mana Genita
Mana Genita o Genita Mana era una diosa romana que presidía a los recién nacidos y, según Plinio y Plutarco, los partos. 
Se le sacrificaba un perro y se le hacía esta súplica: que de todo lo que nace en la casa, nada llegue a ser bueno. Según la opinión de Plutarco, esta exclamación hacía referencia, o bien no a las personas sino a los perros que para defender las casas deben ser malos y terribles, o bien porque la palabra buenos alude a los muertos, que en este caso implicaba pedir a la diosa —con términos encubiertos— que nada muera de lo que nace en la casa.